# Falk Island
Falk Island är en ö i Kanada.   Den ligger i territoriet Nunavut, i den östra delen av landet, 2 000 km norr om huvudstaden Ottawa. Arean är 7,9 kvadratkilometer.
Terrängen på Falk Island är platt. Öns högsta punkt är 153 meter över havet. Den sträcker sig 3,4 kilometer i nord-sydlig riktning, och 5,5 kilometer i öst-västlig riktning.